# A-Junioren Eredivisie 1995/96
De A-Junioren Eredivisie 1995/96 was de 4e editie van deze Nederlandse voetbalcompetitie die door de KNVB wordt georganiseerd.
De plaatsen van het vorige seizoen gedegradeerde Willem II en Fortuna Sittard werden ingenomen door FC Utrecht en Excelsior. FC Utrecht was het vorige jaar geëindigd als nummer 2 achter Ajax A2 in de Eerste Divisie A. Omdat Ajax A1 al in de Eredivisie speelde mocht Ajax A2 niet promoveren. Excelsior kwam er bij als kampioen van de Eerste Divisie B. SC Feyenoord was evenals vorig seizoen de enige amateurvereniging in de Eredivisie. 
Het kampioenschap was wederom voor Ajax, dat daarmee haar 17e landstitel bij de A-Junioren won. Het was reeds de vijfde keer op rij dat Ajax Nederlands kampioen werd bij de A-Junioren. Daarmee evenaarden de Ajacieden hun eigen record uit de jaren 1982 tot en met 1986.
Werden er voorheen twee punten toegekend voor een overwinning, met ingang van dit seizoen werd de regel ingevoerd dat een overwinning drie punten oplevert.   

## Promotie en degradatie
Excelsior werd laatste met slechts vier overwinningen en twee gelijke spelen. Samen met SC Feyenoord degradeerden de Rotterdammers naar de Eerste divisie A-Junioren. Met SC Feyenoord verdween de laatste amateurvereniging uit de Eredivisie. De Eerste Divisie was gesplitst in twee regionale afdelingen. Ajax A2 werd kampioen van 1 A en Willem II werd kampioen van 1 B. Doordat Ajax A2 niet mocht promoveren moest er een beslissingswedstrijd worden gespeeld tussen FC Zwolle en Go Ahead Eagles, beiden met 28 punten op de tweede plaats geëindigd in de Eerste Divisie A. Go Ahead won deze wedstrijd met 2-1 en promoveerde. 

## Eindstand
| pos | club          | gs | w  | g | v  | pnt | dv | dt | ds  |
| --- | ------------- | -- | -- | - | -- | --- | -- | -- | --- |
| 1.  | Ajax          | 26 | 19 | 3 | 4  | 60  | 79 | 30 | +49 |
| 2.  | Feyenoord     | 26 | 18 | 2 | 6  | 56  | 65 | 36 | +29 |
| 3.  | FC Den Haag   | 26 | 12 | 8 | 6  | 44  | 49 | 38 | +11 |
| 4.  | PSV           | 26 | 13 | 4 | 9  | 43  | 57 | 39 | +18 |
| 5.  | FC Twente     | 26 | 13 | 4 | 9  | 43  | 44 | 36 | +8  |
| 6.  | FC Groningen  | 26 | 12 | 5 | 9  | 41  | 50 | 43 | +7  |
| 7.  | Vitesse       | 26 | 11 | 5 | 10 | 38  | 46 | 50 | -4  |
| 8.  | FC Utrecht    | 26 | 10 | 6 | 10 | 36  | 35 | 35 | 0   |
| 9.  | SC Heerenveen | 26 | 10 | 4 | 12 | 34  | 47 | 45 | +2  |
| 10. | AZ            | 26 | 10 | 3 | 13 | 33  | 45 | 51 | -6  |
| 11. | Sparta        | 26 | 8  | 5 | 13 | 29  | 32 | 43 | -11 |
| 12. | FC Volendam   | 26 | 7  | 4 | 15 | 25  | 44 | 55 | -11 |
| 13. | SC Feyenoord  | 26 | 5  | 4 | 17 | 19  | 36 | 69 | -33 |
| 14. | Excelsior     | 26 | 4  | 3 | 18 | 15  | 20 | 79 | -59 |